# Konstantin Josef Jireček
Konstantin Josef Jireček (în bulgară Константин Йозеф Иречек, pronunțat pronunție în germană [jiretʃek]; n. 24 iulie 1854, Viena, Imperiul Austriac – d. 10 ianuarie 1918, Viena, Austro-Ungaria), fiul lui Josef (1825–1888) și al Boženei, fiica lui Pavol Jozef Šafárik (1795–1861), a fost un istoric, om politic, diplomat și slavist austro-ungar, de origine cehă. El a fost fondatorul balcanologiei boeme (sau studiilor balcanice în Boemia), precum și al studiilor bizantine. Jireček a fost ministru în guvernul Principatului Bulgariei.

## Biografie
Și-a petrecut copilăria în Viena și a studiat la Academia Tereziană până în 1872, când a publicat prima sa lucrare, „Книгопис на новобългарската книжнина” (Scrierea noii literaturi bulgare). Cât a fost elev, a arătat un interes deosebit față de limbile străine (franceză, sârbo-croată, bulgară, italiană, rusă, turcă și greacă). Tot în 1872 s-a înscris la Facultatea de Filozofie din cadrul Universității din Praga, unde a studiat istoria și filologia modernă.
În 1876 a scris prima sa carte, Istoria bulgarilor, în limbile cehă și germană, o carte despre bulgari în perioada dintre întemeierea statului și până la ocupația otomană. Această lucrare are o importanță deosebită pentru bulgarii acelor vremuri, pentru că a atras atenția lumii europene cu privire la existența bulgarilor în teritoriul din sudul Dunării. Această carte a fost lucrarea sa de doctorat, fiind prima carte completă de istorie a bulgarilor.
A intrat în serviciul Bulgariei în 1879, iar în 1881 a devenit ministrul educației de la Sofia. A făcut eforturi pentru deschiderea de școli în Sofia și Lom. A arătat importanța unor școli profesionale și agricole. A inițiat deschiderea de școli pedagogice și a organizat, pentru prima oară, cursuri de vară pentru calificare pedagogică în Bulgaria. Este autorul a numeroase legi ce au fost ulterior adoptate de Parlamentul bulgar. Datorită lui, Biblioteca și Muzeul Național de la Sofia au devenit instituții de importanță națională.
În 1884 a devenit profesor de istorie universală în limba cehă la Universitatea Carolină din Praga, iar în 1893, profesor de antichități slavone la Universitatea din Viena. Carl Patsch i-a succedat lui Jireček, ca profesor, la Universitatea din Viena.
Majoritatea scrierilor sale se ocupă de istoria și de literatura slavilor sudici. Printre acestea se numără Istoria bulgarilor (în cehă și germană, 1876), Istoria sârbilor, Principatul Bulgariei (1891), Călătorii în Bulgaria (în cehă, 1888) etc. El a scris, în principal, în limba germană.

## Onoruri
Punctul Jireček de pe Insula Smith din Arhipelagul South Shetland, Antarctida, este numit după Konstantin Jireček.
În Bulgaria, Muntele Jireček, al treilea pisc ca înălțime din Munții Rila, precum și două sate, îi poartă numele.

## În ficțiune
Konstantin Jireček apare ca personaj secundar într-unul din foiletoanele satirice ale lui Aleko Konstantinov, centrate pe personajul fictiv Bay Ganyo, în care protagonistul îl vizitează la Praga, căutând găzduire și discutând politică.